# 德魯日巴 (捷爾諾波爾州)
49°21′39″N 25°38′49″E / 49.36083°N 25.64694°E

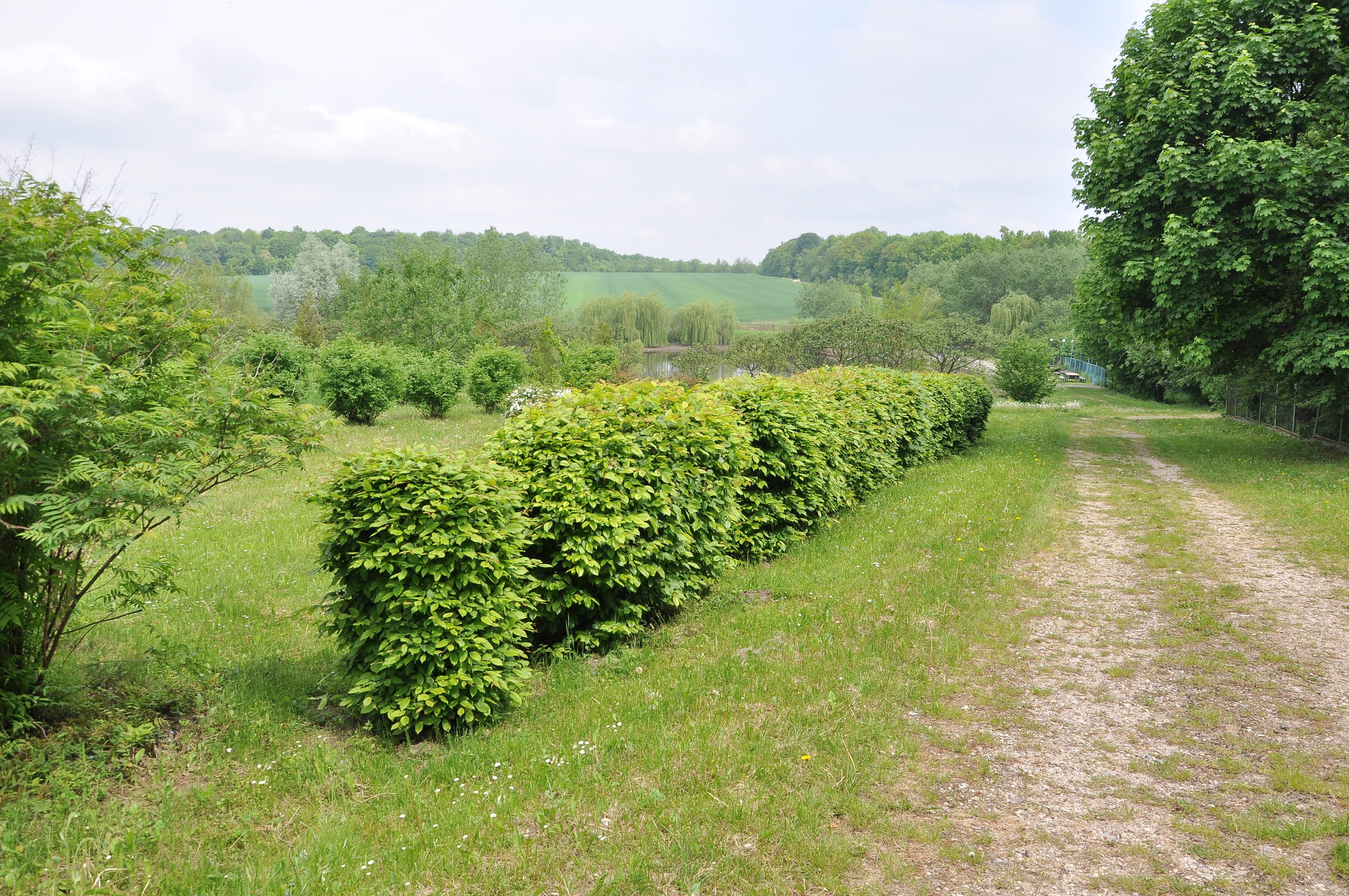
植物园

德魯日巴（羅馬化：Druzhba）是烏克蘭西部捷爾諾波爾州捷爾諾波爾區米库林齐市镇内的市級鎮。始建於1896年，面積2平方公里，海拔高度353米，2011年人口1,813，人口密度每平方公里906.5人。